# Nikoła Stanczew
Nikoła Nikołow Stanczew (bułg.: Никола Николов Станчев; ur. 11 września 1930 w Twyrdicy, zm. 13 lipca 2009 w Sofii) – bułgarski zapaśnik, pierwszy bułgarski mistrz olimpijski. W 1956 roku triumfował w letnich igrzyskach olimpijskich w Melbourne w zapasach w stylu wolnym w wadze 79 kg.
W jego dorobku było również jedenaście złotych medali mistrzostw Bułgarii w zapasach – osiem w stylu wolnym i trzy w klasycznym.